# Denmark International
Denmark International is een badmintontoernooi gehouden in Denemarken.
Het toernooi wordt sinds 2011 gehouden als internationaal badmintontoernooi. Het toernooi doet mee in het BE Circuit.

## Winnaars
| Jaar | Mannen enkel     | Vrouwen enkel        | Mannen dubbel                   | Vrouwen dubbel                 | Gemengd dubbel                    |
| ---- | ---------------- | -------------------- | ------------------------------- | ------------------------------ | --------------------------------- |
| 2011 | Jan Ø. Jørgensen | Anastasia Prokopenko | Rasmus Bonde Anders Kristiansen | Line Damkjær Kruse Marie Røpke | Mads Pieler Kolding Julie Houmann |